# La Caletta

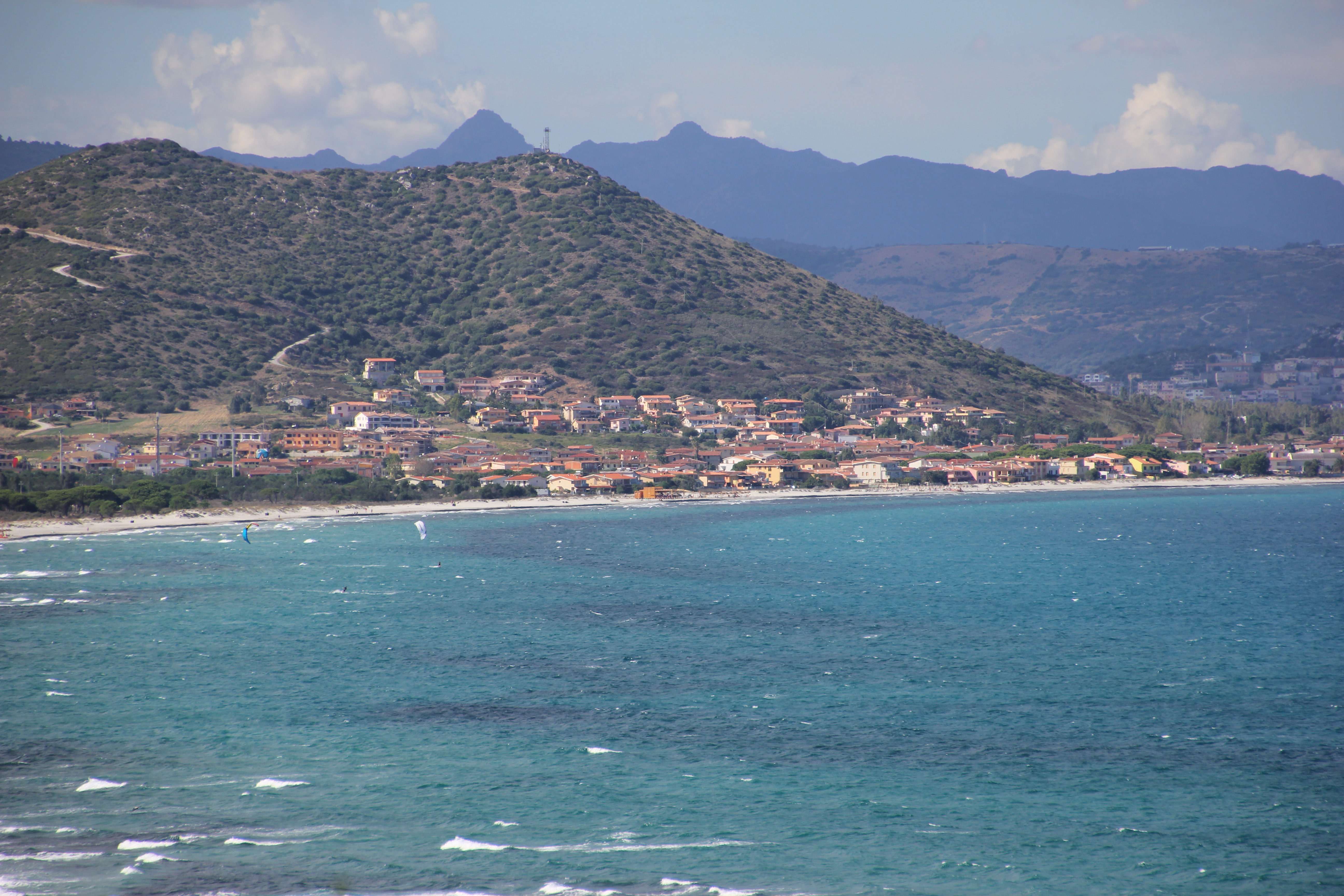
La plage de la Caletta.

La Caletta est une frazione de la commune de Siniscola en province de Nuoro, sur la côte tyrrhénienne de la Sardaigne. 

## Histoire
À l'origine simple crique (cala), elle est protégée par  le promontoire de San Giovanni dominé par l'homonyme tour côtière. Au fil du temps, elle devient le terminal d'un modeste trafic maritime  provenant, probablement, de Santa Margherita Ligure ou Naples pour le commerce de blé, de vin et de fromages. En 1877, elle est une des escales de la ligne maritime hebdomadaire entre la Sardaigne et le continent. Durant le second conflit mondial, l'église paroissiale de Nostra Signora di Fatima y est érigée. Sa réelle urbanisation débute  avec la réalisation d'un projet hôtelier dans les années 1950 sous l'impulsion d'un groupe d'entrepreneurs milanais ainsi que par la construction d'un port en 1958 - 59. Les habitants résidents passent d'environ 500 en 1975, à presque 1300 en 1985, jusqu'à environ 2000 actuellement : durant les périodes estivales, sa population est multipliée par cinq.
Aujourd'hui, destination touristique, La Caletta est bien connue pour sa plage de sable fin qui s'étend sur plusieurs kilomètres.